# Ykkösliiga
La Ykkösliiga (in finlandese: Prima Lega) è la seconda serie del campionato finlandese di calcio e comprende 10 squadre. Si svolge normalmente dalla primavera all'autunno, a causa delle temperature invernali proibitive, e ha natura semiprofessionista.

## Storia e formula
La Ykkösliiga viene fondata nel 2024, sostituendo l'Ykkönen  come seconda serie Finlandese. Rispetto a quest'ultima il formato varia: si gioca un girone all'italiana di andata/ritorno/andata, dove la prima classificata viene promossa in Veikkausliiga. La seconda e la penultima classificata giocano un play-off con l'undicesima classificata in Veikkausliiga e la seconda classificata in Ykkönen rispettivamente. L'ultima classificata viene retrocessa direttamente in Ykkönen.

## Organico 2025
- EIF
- JIPPO
- JäPS
- KäPa
- Klubi 04
- Lahti
- PK-35 Vantaa
- SalPa
- SJK Akatemia
- TPS

## Partecipazioni per squadra
Sono 13 le squadre ad aver preso parte alle 2 stagioni di Ykköslliiga dal 2024 al 2025. In grassetto le squadre partecipanti alla Ykkösliiga 2025.
- 2 volte:  JIPPO,  JäPS,  KäPa,  PK-35 Vantaa,  SalPa,  SJK Akatemia,  TPS

- 1 volta:  EIF,  Jaro,  Klubi 04,  KTP,  Lahti,  MP

## Albo d'oro
- 2024  KTP